# گای هنری
گای هنری (انگلیسی: Guy Henry؛ زادهٔ ۱۷ اکتبر ۱۹۶۰) بازیگر اهل بریتانیا است. وی از سال ۱۹۸۷ میلادی تاکنون مشغول فعالیت بوده‌است.
از فیلم‌ها یا برنامه‌های تلویزیونی که وی در آن نقش داشته است، می‌توان به چیس، هری پاتر و یادگاران مرگ - قسمت اول، هری پاتر و یادگاران مرگ - قسمت دوم، بانو جین، و خداوند زن را آفرید، آفرینش، مارگارت، شرلوک هلمز و پرونده جوراب ابریشمی، اما، اکسپرسو، چیزهای روشن جوان، شروع کننده برای ۱۰ و ناپلئون اشاره کرد.